# Pommes de terre amères
Les pommes de terre amères (papas amargas en espagnol)  sont des variétés locales de pomme de terre cultivées dans l'altiplano andin, en Bolivie et au Pérou, qui se caractérisent par leur teneur élevée en glycoalcaloïdes leur conférant un goût amer et par leur résistance au froid, qui autorise leur culture à des altitudes variant entre 3000 et 4300 mètres. Ces pommes de terre appartiennent à des espèces botaniques particulières :   Solanum juzepczukii et  Solanum curtilobum, ainsi que Solanum ajanhuiri. Ces pommes de terre sont à la base de la production du chuño, procédé traditionnel de déshydratation qui permet leur conservation longue, et en même temps les rend comestibles en leur ôtant le goût amer.

## Espèces et variétés
Il existe de nombreuses variétés de pommes de terre amères. Les principales sont les suivantes :
- Solanum ajanhuiri : Ruki, Luki, Piñaza, Locka, Parkp, Keta, Paisallu ;
- Solanum curtilobum : Choquepito, Ococuri.

## Culture
Les papas amargas sont cultivées seulement en Bolivie et au Pérou, sur les hauts plateaux entre 3000 et 4300 mètres d'altitude. Les surfaces cultivées varient d'une année à l'autre. Elles étaient estimées au milieu des années 1990 à 15 000 hectares au Pérou et 10 000 en Bolivie, généralement dans de petites parcelles isolées.